# Személy (jog)
A jogtudományban személy alatt természetes személyt vagy jogi személyt értünk.
- Az emberi társadalom tagjai, azaz az emberek természetes személyek.
- A természetes személyek által létrehozott olyan szervezetek, amely a természetes személyekhez hasonlóan jogképesek a jogi személyek.

A jogi személyek mindazon jogokkal és kötelezettségekkel rendelkezhetnek, mint a természetes személyek, kivéve azokat a jogokat és kötelezettségeket, amelyek jellegüknél fogva csak az emberhez fűződhetnek.